# Birling (Kent)
Birling – wieś w Anglii, w hrabstwie Kent, w dystrykcie Tonbridge and Malling. Leży 10 km na północny zachód od miasta Maidstone i 43 km na południowy wschód od centrum Londynu.